# Sematophyllum coppeyi
Sematophyllum coppeyi är en bladmossart som beskrevs av Brotherus in Thériot 1932. Sematophyllum coppeyi ingår i släktet Sematophyllum och familjen Sematophyllaceae. Inga underarter finns listade i Catalogue of Life.